# Miller Lite Hall of Fame Championships 2003
Miller Lite Hall of Fame Championships 2003 — тенісний турнір, що проходив на трав'яних кортах у місті Ньюпорт, USA з 7 липня . Належав до категорії ATP International Series.

## Фінальна частина

### Одиночний розряд
Роббі Джінепрі —  Юрген Мельцер 6–4, 6–7(3–7), 6–1

### Парний розряд
Джордан Керр /  Девід Макферсон —  Юліан Ноул /  Юрген Мельцер 7–6(7–4), 6–3